# アパッチ (1990年の映画)
『アパッチ』（原題：Fire Birds）は、1990年制作のアメリカ合衆国のアクション映画。ニコラス・ケイジ、ショーン・ヤング、トミー・リー・ジョーンズ出演。
アメリカ陸軍の攻撃ヘリコプター、AH-64 アパッチの操縦訓練に励むパイロット候補生たちを描いた、“戦闘ヘリ版トップガン ”ともいえる作品である。
現役のパイロットが役者に実際に飛行訓練を指導するなどアメリカ陸軍全面協力の下撮影された。
当初、アメリカでは“Wings of the Apache”のタイトルで劇場公開された。
主題歌はフィル・コリンズの「ウェイ・トゥ・マイ・ハート」（Find a Way to My Heart、『バット・シリアスリー』収録。サントラには未収録。）。

## あらすじ
アメリカ陸軍のヘリパイロット、ジェイク・プレストンは南米コロンビアの麻薬シンジケート壊滅作戦に参加するため、軍の戦闘ヘリ、AH-64 アパッチの操縦訓練を受ける事になった。
かつての恋人ビリーとの再会や、持病であった眼病の克服などを経て、訓練を終えたジェイクは作戦決行のため、ビリーやリトル教官らと共に出撃していく。

## キャスト
| 役名                 | 俳優                         | 日本語吹替                                                                              | 日本語吹替                                          | 日本語吹替 |
| 役名                 | 俳優                         | フジテレビ版                                                                            | テレビ朝日版                                        |            |
| -------------------- | ---------------------------- | --------------------------------------------------------------------------------------- | --------------------------------------------------- | ---------- |
| ジェイク・プレストン | ニコラス・ケイジ             | 小野健一                                                                                | 江原正士                                            |            |
| ビリー               | ショーン・ヤング             | 相沢恵子                                                                                | 勝生真沙子                                          |            |
| リトル教官           | トミー・リー・ジョーンズ     | 小川真司                                                                                | 小林清志                                            |            |
| ブレイカー           | ブライアン・ケストナー       | 大塚芳忠                                                                                | 伊藤和晃                                            |            |
| オルコット将軍       | J・A・プレストン             | 藤本譲                                                                                  | 加藤精三                                            |            |
| マクニール大佐       | デイル・ダイ                 | 吉水慶                                                                                  | 嶋俊介                                              |            |
| ジャネット           | メアリー・エレン・トレイナー | 一柳みる                                                                                | 丸山真奈実                                          |            |
| ストーラー           | バート・ライン               |                                                                                         |                                                     |            |
| ダグ                 | マーシャル・R・ティーグ      |                                                                                         | 小山武宏                                            |            |
| その他               | N/A                          | 仁内建之 山野史人 秋元羊介 仲野裕 幹本雄之 成田剣 中多和宏 平田康之 花咲きよみ 叶木翔子 | 牛山茂 真殿光昭 岩田安生 さとうあい 佐久田修 宮本充 |            |
| 日本語版スタッフ     |                              |                                                                                         |                                                     |            |
| 演出                 | 演出                         | 松川陸                                                                                  | 水本完                                              |            |
| 翻訳                 | 翻訳                         | 熊谷國雄                                                                                | 平田勝茂                                            |            |
| 調整                 | 調整                         | 村田弘之                                                                                | 村田弘之                                            |            |
| 効果                 | 効果                         | 佐藤良介                                                                                | 南部満治                                            |            |
| 制作                 | 制作                         | ザック・プロモーション                                                                  | ザック・プロモーション                              |            |
| 解説                 | 解説                         | 高島忠夫                                                                                | 淀川長治                                            |            |
| 初回放送             | 初回放送                     | 1992年4月18日 『ゴールデン洋画劇場』                                                    | 1993年11月14日 『日曜洋画劇場』                     |            |

## 評価
レビュー・アグリゲーターのRotten Tomatoesでは21件のレビューで支持率は10%、平均点は3.10/10となった。Metacriticでは19件のレビューを基に加重平均値が31/100となった。

## 関連作品
- ブルーサンダー (映画)
- 超音速攻撃ヘリ エアーウルフ
- トップガン (映画)